# Mycena globuliformis
Mycena globuliformis är en svampart som beskrevs av Segedin 1991. Mycena globuliformis ingår i släktet Mycena och familjen Mycenaceae.   Inga underarter finns listade i Catalogue of Life.